# Blott en dröm
Blott en dröm är en svensk dramafilm från 1911 i regi av Anna Hofman-Uddgren.

## Om filmen
Filmen spelades in på flera platser i Stockholm, bland annat Operans terrass, Koppartälten i Haga, Nackanäs och Gröna Lund. I filmen gör Gösta Ekman sin första filmroll.
Filmen premiärvisades 9 september 1911 på Orientaliska Teatern i Stockholm, vid premiären arrangerade Otto Lainga musiken. 

## Rollista (i urval)
- Edith Wallén – Hildur, ung sömmerska
- Sigurd Wallén – Carlsson, Hildurs fästman
- Anna-Lisa Hellström – Adèle, Hildurs väninna
- Gösta Ekman – Konrad von X, greve, löjtnant
- Carl Hagman – Konrads far
- Olga Adamsen – Konrads mor
- Carl Hagman – steppdansör
- Dessutom medverkar som statister officerare, societetsdamer och artister från Gröna Lund.